# Christopher Jennings
Christopher Jennings (né le 5 mai 1991 à Empangeni) est un coureur cycliste sud-africain.

## Palmarès
- 2009[1]
  -  Champion d'Afrique du Sud sur route juniors
  - 3e étape du Tour du Pays de Vaud
  - 2e du championnat d'Afrique du Sud du contre-la-montre juniors
- 2013
  - 2e du championnat d'Afrique du Sud du contre-la-montre espoirs
- 2014
  - 3e étape du Badplaas Tour
  - 9e étape du Tour de Martinique
  - 2e du Badplaas Tour

## Classements mondiaux
| Année           | 2014 |
| --------------- | ---- |
| UCI Africa Tour | 136e |